# Scala di Tanner

Scala di tanner femminile

La scala di Tanner o fase di Tanner è una scala di sviluppo fisico nei bambini, negli adolescenti e negli adulti. La scala definisce le misure fisiche di sviluppo basate sulle caratteristiche esterne sessuali primarie e secondarie, quali le dimensioni dei seni, dei genitali, del volume testicolare e dello sviluppo dei peli pubici. Questa scala è stata identificata da James Tanner, un pediatra britannico, di cui porta il suo nome.

Scala di tanner maschile

A causa della variazione naturale, gli individui passano attraverso le fasi di Tanner in fasi diverse, in particolare in base alla tempistica della pubertà. Nel trattamento dell'HIV, la scala di Tanner viene utilizzata per determinare quale regime di trattamento seguire (adulto, adolescente o pediatrico).